# Melanocera sufferti
Melanocera sufferti är en fjärilsart som beskrevs av Gustav Weymer 1896. Melanocera sufferti ingår i släktet Melanocera och familjen påfågelsspinnare. Inga underarter finns listade i Catalogue of Life.